# Neath (fiume)
Il fiume Neath (in gallese Afon Nedd) è un corso d'acqua che attraversa il Galles del sud, dalla sorgente nella catena montuosa di Brecon Beacons alla foce, nella  Baia di Baglan che si affaccia sull'Oceano Atlantico.

## Percorso

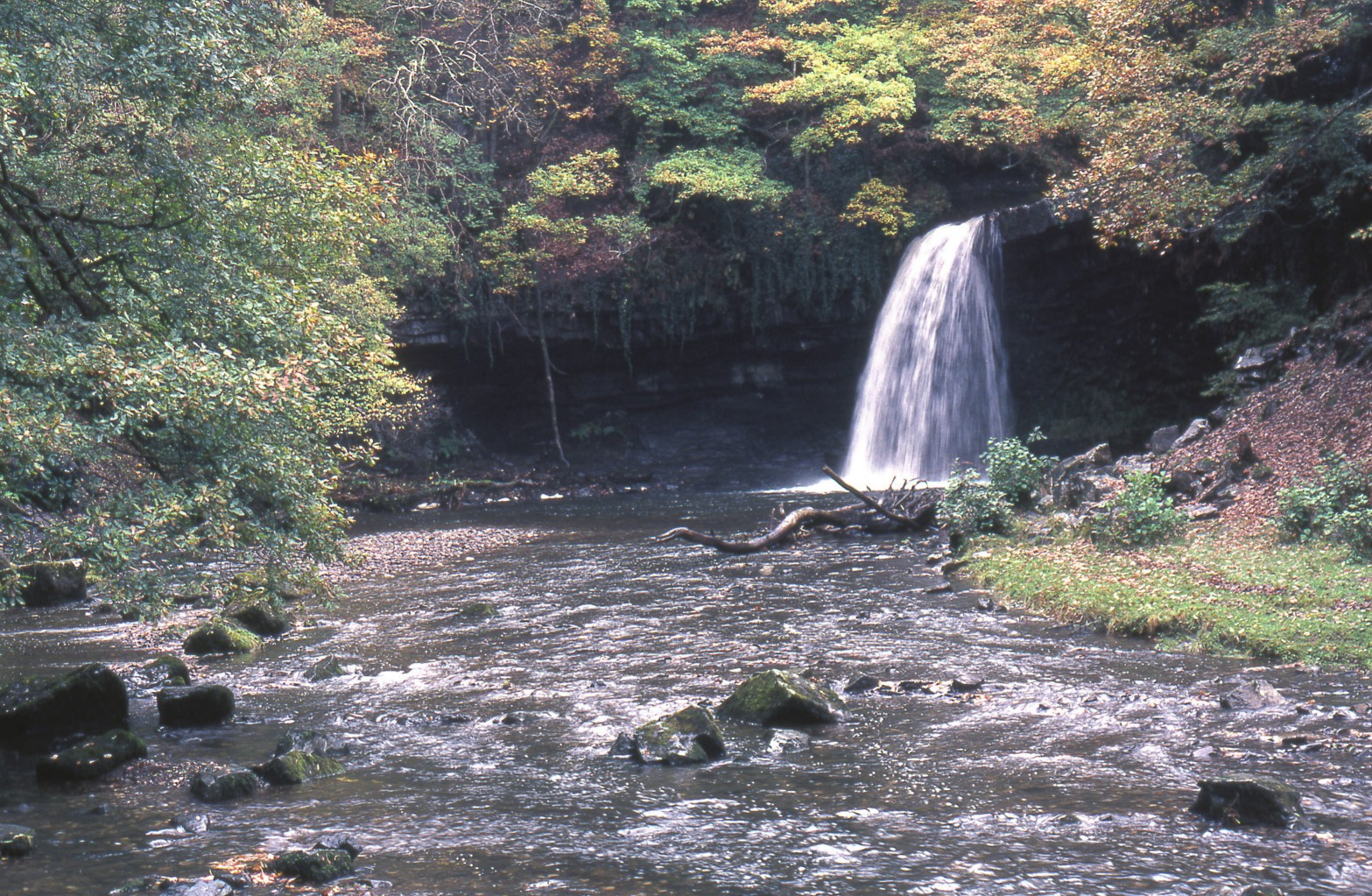
Cascate di Sgwd Gwladus nell'alto Neath

Il Neathsi forma a Pontneddfechan dalla confluenza dei fiumi minori Nedd Fechan e Afon Melate. A monte di questa confluenza vi è la zona nota come "Waterfall Country", ove i fiumi scendono a valle attraverso numerose, spettacolari cateratte.
Scorre attraverso la Vale of Neath, una valle lunga e stretta che conteneva, durante l'era glaciale, un grosso ghiacciaio. A valle di Pontneddfechan, il Neath riceve numerosi corsi d'acqua a lui tributari, fra i quali il Melincwrt Brook e il Clydach Brook, ma il più importante di essi è il fiume Dulais, che ha le sue sorgenti a nord della cittadina di Seven Sisters. Il Dulais, poco prima di immettersi nel Neath, forma spettacolari cascate, le Dulais Falls, un'attrattiva turistica molto popolare, gestita dal National Trust. La zona è anche sede di antiche miniere ferrose. Un piccolo affluente, il fiume Clydach, scorre verso sud attraverso il villaggio di Bryn-coch e confluisce nel fiume Neath nel centro della cittadina di Neath.

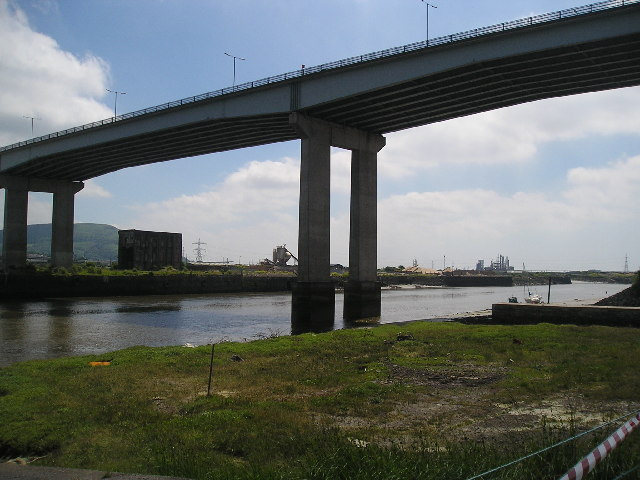
L'autostrada M4 sul fiume Neath

Il fiume Neath alimenta due canali, il Neath e il Tennant, che si uniscono ad Aberdulais. Il fiume è attraversato dalla linea ferroviaria Vale of Neath, dall'autostrada A465 e dalla M4. Poco prima di raggiungere la cittadina di Neath il fiume passa accanto all'antica chiesa di Saint Illtud a Llantwit. Più avanti circonda la prima officina a Llety Nedd e fiancheggia Penydre. Qui passa accanto al castello normanno che fu visitato dai re d'Inghilterra Enrico II, Giovanni ed Edoardo I.
Forma quindi alcuni meandri intorno alla cittadina di Neath, passando accanto alle rovine romane del forte Nidum a Court Herbert e all'abbazia cistercense di Neath Abbey, ove i monaci nel medioevo utilizzavano il loro accesso al fiume per aggirare i diritti commerciali della borghesia della città.
L'estuario del fiume inizia a Neath e raggiunge il mare (Oceano Atlantico) a Jersey Marine Beach, dopo  Briton Ferry. La zona dell'estuario è parzialmente industrializzata con un cantiere navale, un grosso sito per lo smaltimento dei rifiuti, gestito da una authority locale, e moli di attracco a Melincryddan, Briton Ferry e Neath Abbey.
Dove il suo percorso è meno tormentato forma zone di acquitrini salmastri, che si estendono dalla città di Neath alla Baia di Baglan ed a Crymlyn Burrows e che  rivestono un'elevata importanza ecologica.